# کشتار اگسا
کشتار اگسا عنوان قتل عام سیاسی مخالفان حزب دموکراتیک خلق افغانستان در سال‌های ۱۳۵۷ تا ۱۳۵۸ خورشیدی در زندان پلچرخی کابل است که در آن اداره اطلاعاتی افغانستان  یا AGSA/اگسا به رهبری اسدالله سروری به روایتی نزدیک به ۱۲۰۰۰ تن و به روایتی دیگر نزدیک به ۵۰۰۰ تن را اعدام کرده‌است. بسیاری از قربانیان اگسا هیچ‌گاه شهرت، اتهام یا تاریخ کشته شدن شان تا سال ۱۳۹۲ خورشیدی منتشر نشد. هزاران خانواده افغان در این مدت هیچ خبری از زنده یا مرگ بستگان خود نداشتند، اما دادستانی هلند روز چهارشنبه ۲۶ سنبله/شهریور ۱۳۹۲ فهرستی از قربانیان کشتار اگسا در ۴ ماه آخر سال ۱۳۵۷ و ۵ ماه نخست سال ۱۳۵۸ را منتشر کرد.
این فهرست در روزنامه هشت صبح در افغانستان نیز چاپ شده‌است.

## در باره اگسا
اگسا نام سازمان مخوف استخباراتی - اطلاعاتی حزب دموکراتیک خلق افغانستان بود . که بعدها به «کام» و «خاد» تغییر نام داد. این اداره پس از انقلاب ثور به رهبری نورمحمد تره‌کی ایجاد شد.
اداره حکومت تره‌کی مخالفان سیاسی خود را به هفت گروه دسته‌بندی کرد.
| شماره | اسمی که دولت بر مخالفانش گذاشت | شهرت عمومی              |
| ----- | ------------------------------ | ----------------------- |
| ۱     | اشرار                          | مجاهدین افغانستان       |
| ۲     | اخوانی                         | روحانیون دینی           |
| ۳     | افغان ملتی                     | اعضای حزب افغان ملت     |
| ۴     | خمینیست                        | هواداران آیت الله خمینی |
| ۵     | شعله‌ای                         | هوادارن حزب شعله جاوید  |
| ۶     | مجددی                          | اعضای خانواده مجددی‌ها   |
| ۷     | مائویست                        | هواداران مائو           |

 .
شناسایی، ردیابی و رسیدگی به اتهامات این مخالفان سیاسی از وظایف مهم اگسا در آن زمان بود. تحریک به براندازی حکومت، ترویج اسلام افراطی، توهین و دشمنی با رئیس دولت، ارتباط با گروه اخوان المسلمین، دولت ایران و گروه دینی پاکستانی ممنوع بود و هزاران نفر به همین اتهام‌ها دستگیر و به قتل شدند.